# Alto Estanqueiro-Jardia
Alto Estanqueiro-Jardia ist ein Ort und eine ehemalige Gemeinde (Freguesia) im portugiesischen Kreis Montijo. Die Gemeinde hatte 2847 Einwohner (Stand 30. Juni 2011).
Am 29. September 2013 wurden die Gemeinden Alto Estanqueiro-Jardia und Atalaia zur neuen Gemeinde União das Freguesias de Atalaia e Alto Estanqueiro-Jardia zusammengeschlossen.